# Clinocera parana
Clinocera parana är en tvåvingeart som beskrevs av Sinclair 2008. Clinocera parana ingår i släktet Clinocera och familjen dansflugor. Inga underarter finns listade i Catalogue of Life.